# Pūrāzh
Pūrāzh (persiska: پوراژ) är en ort i Iran.   Den ligger i provinsen Kohgiluyeh och Buyer Ahmad, i den centrala delen av landet, 600 km söder om huvudstaden Teheran. Pūrāzh ligger 757 meter över havet och antalet invånare är 123.
Terrängen runt Pūrāzh är varierad. Runt Pūrāzh är det ganska glesbefolkat, med 45 invånare per kvadratkilometer. Närmaste större samhälle är Cheram, 13,8 km norr om Pūrāzh. Omgivningarna runt Pūrāzh är i huvudsak ett öppet busklandskap.